# Cantone di Nyons et Baronnies
Il Cantone di Nyons et Baronnies è una divisione amministrativa dell'arrondissement di Nyons.
È stato costituito a seguito della riforma approvata con decreto del 20 febbraio 2014, che ha avuto attuazione dopo le elezioni dipartimentali del 2015.

## Composizione
Comprende i 73 comuni di:
- Arpavon
- Aubres
- Aulan
- Ballons
- Barret-de-Lioure
- Beauvoisin
- Bellecombe-Tarendol
- Bénivay-Ollon
- Bésignan
- Buis-les-Baronnies
- La Charce
- Châteauneuf-de-Bordette
- Chaudebonne
- Chauvac-Laux-Montaux
- Condorcet
- Cornillac
- Cornillon-sur-l'Oule
- Curnier
- Eygalayes
- Eygaliers
- Eyroles
- Ferrassières
- Izon-la-Bruisse
- Laborel
- Lachau
- Lemps
- Mérindol-les-Oliviers
- Mévouillon
- Mirabel-aux-Baronnies
- Mollans-sur-Ouvèze
- Montauban-sur-l'Ouvèze
- Montaulieu
- Montbrun-les-Bains
- Montferrand-la-Fare
- Montfroc
- Montguers
- Montréal-les-Sources
- Nyons
- Pelonne
- La Penne-sur-l'Ouvèze
- Piégon
- Pierrelongue
- Les Pilles
- Plaisians
- Le Poët-en-Percip
- Le Poët-Sigillat
- Pommerol
- Propiac
- Reilhanette
- Rémuzat
- Rioms
- Rochebrune
- La Roche-sur-le-Buis
- La Rochette-du-Buis
- Roussieux
- Sahune
- Saint-Auban-sur-l'Ouvèze
- Saint-Ferréol-Trente-Pas
- Sainte-Jalle
- Saint-Maurice-sur-Eygues
- Saint-May
- Saint-Sauveur-Gouvernet
- Sainte-Euphémie-sur-Ouvèze
- Séderon
- Valouse
- Venterol
- Verclause
- Vercoiran
- Vers-sur-Méouge
- Villebois-les-Pins
- Villefranche-le-Château
- Villeperdrix
- Vinsobres